# Katiusza (utwór)
Katiusza (ros. Катюша, pol. Kasieńka) – radziecka żołnierska piosenka, skomponowana w 1938 roku przez Matwieja Błantera do słów Michaiła Isakowskiego. Tekst utworu opowiada o dziewczynie o imieniu Katiusza (zdrobnienie żeńskiego imienia Jekatierina) tęskniącej do ukochanego, który jest daleko „na pograniczu”.
Piosenka została po raz pierwszy wykonana przez Walentynę Batiszczewą podczas koncertu, który odbył się 27 listopada 1938 w Sali Kolumnowej Moskiewskiego Domu Związkowego. W kolejnych latach piosenkę rozsławiła Lidija Rusłanowa, wykonując ją wielokrotnie na frontowych koncertach. W czasie wojny powstały również wersje śpiewane przez partyzantów włoskich i greckich.
Kilku krytyków sądzi, że Katiusza nie jest oryginalną kompozycją Matwieja Blantera, twierdząc, że podobny motyw muzyczny występuje w operze pt. Mawra autorstwa Igora Strawinskiego (1922), którą później zaadaptował do Chanson Russe (1937).
Katiusza dała także nazwę radzieckiej wyrzutni rakietowej BM-8 kalibru 82 mm, BM-13 kalibru 132 mm, BM-31 kalibru 310 mm i ich modyfikacjom wprowadzanym na uzbrojenie Armii Czerwonej począwszy od 21 czerwca 1941 roku podczas II wojny światowej.
Polski tekst opatrzony jest tytułem Kasieńka (dwie pierwsze wersje). Pieśń w Polsce znana także pod tytułami Rozkwitały jabłonie i grusze (śpiewana po rosyjsku) albo Rozkwitały grusze i jabłonie (śpiewana po polsku). Istnieje także wersja z zupełnie innym tekstem, oznaczona tytułem Katiusza.
Na melodię „Katiuszy” wykonuje się także inny utwór, Zosieńka, który nie jest polską wersją „Katiuszy”, a polską pieśnią partyzancką związaną z „Katiuszą” tylko melodią.

## Tekst piosenki
| Tekst rosyjski Расцветали яблони и груши, Поплыли туманы над рекой; Выходила на берег Катюша, Hа высокий берег на крутой. Выходила, песню заводила Про степного, сизого орла, Про того, которого любила, Про того, чьи письма берегла. Ой, ты песня, песенка девичья, Ты лети за ясным солнцем вслед, И бойцу на дальнем пограничье От Катюши передай привет. Пусть он вспомнит девушку простую, Пусть услышит, как она поёт, Пусть он землю бережёт родную, А любовь Катюша сбережёт. Расцветали яблони и груши, Поплыли туманы над рекой; Выходила на берег Катюша, Hа высокий берег на крутой. | Transkrypcja Rascwietali jabłoni i gruszy, Popłyli tumany nad riekoj; Wychodiła na bierieg Katiusza, Na wysokij bierieg na krutoj. Wychodiła, piesniu zawodiła Pro stiepnogo, sizogo orła, Pro togo, kotorogo lubiła, Pro togo, czji piśma bieriegła. Oj, ty piesnia, piesienka diewiczja, Ty leti za jasnym sołncem wsled, I bojcu na dalniem pograniczje Ot Katiuszy pieriedaj priwiet. Pust´ on wspomnit diewuszku prostuju, Pust´ usłyszyt, kak ona pojot, Pust´ on ziemlu bierieżot rodnuju A lubow´ Katiusza sbierieżot. Rascwietali jabłoni i gruszy, Popłyli tumany nad riekoj; Wychodiła na bierieg Katiusza, Na wysokij bierieg na krutoj. |

| Tłumaczenie artystyczne „Kasieńka” Rozkwitały grusze i jabłonie, popłynęła ponad rzeką mgła, /ku brzegowi szła Kasieńka błoniem, ku brzegowi wysokiemu szła./ 2× Ku brzegowi idąc, pieśń śpiewała, o stepowym orle sponad skał, /o tym, kogo bardzo miłowała, czyje listy chowa niby skarb./ 2× Oj, ty pieśni, piosnko ty dziewczęca, w ślad za słonkiem jaśniejącym śpiesz. /Żołnierzowi z pogranicza, dźwięczna, od Kasieńki pozdrowienia nieś./ 2× Niech tam wspomni miłą swą dziewczynę, jak mu śpiewa do utraty tchu, /gdy on strzeże ziemi swej rodzinnej, Kasia – serce wiernie strzeże mu./ 2× Rozkwitały grusze i jabłonie, popłynęła ponad rzeką mgła, /ku brzegowi szła Kasieńka błoniem, ku brzegowi wysokiemu szła./ 2× | Tłumaczenie artystyczne „Kasieńka” Rozkwitały grusze i jabłonie, popłynęła ponad rzeką mgła, /ku brzegowi szła Kasieńka błoniem, ku brzegowi wysokiemu szła./ 2× Ku brzegowi idąc pieśń śpiewała, o stepowym orle sponad skał, /o tym, kogo bardzo miłowała, czyje listy chowa niczym skarb./ 2× Oj, ty pieśni, piosnko ty dziewczęca, w ślad za słonkiem jaśniejącym śpiesz, /żołnierzowi z pogranicza, dźwięczna, od Kasieńki pozdrowienia nieś./ 2× Niech wspomni prostą tę dziewczynę, niech usłyszy, jak śpiewa bez tchu, /niech strzeże ziemi swej rodzinnej, Kasia – miłość będzie strzegła mu./ 2× Rozkwitały grusze i jabłonie, przepłynęła ponad rzeką mgła, /ku brzegowi szła Kasieńka błoniem, ku brzegowi wysokiemu szła./ 2× | Tłumaczenie artystyczne „Katiusza” Rozkwitała jabłoń, kwitła grusza Mgły okryły bystrej rzeki bieg /Nad wodami roni łzy Katiusza Patrząc tęskno na wysoki brzeg…/ 2× Śpiewa Katia, w cały świat szeroki O sokole, chłopcu z innych stron /O sokole, chłopcu czarnookim A serduszko bije w niej, jak dzwon…/ 2× Oj, ty piosnko, piosnko ty dziewicza Na wiatrowych skrzydłach w niebo leć /Memu chłopcu, tam na pograniczu Mej miłości płomień w sercu wznieć…/ 2× Niech przypomni prostą swą dziewczynę Niech usłyszy jej nieśmiały zew /Niechaj wiernie strzeże swej ojczyzny Miłość Katia strzeże, jak swój śpiew…/ 2× Uschła jabłoń i przekwitła grusza Mgły zatarły bystrej rzeki ślad /Nad wodami roni łzy Katiusza Taki szary teraz dla niej świat…/ 2× |